# Milo su Marte
Milo su Marte (Mars Needs Moms) è un film d'animazione del 2011 diretto da Simon Wells, prodotto da Walt Disney Pictures e distribuito in 3-D.

## Trama
All'insaputa degli umani, esiste una società fiorente e tecnologicamente sofisticata di marziani che vive sotto la superficie di Marte. Il loro leader, la Super Capo, mentre osserva la Terra, vede una madre convincere suo figlio, Milo, a svolgere le sue faccende. I marziani decidono di portarla su Marte, dove la sua "mammità" verrà estratta e impiantata nella prossima generazione di tate-robot, androidi programmati per allevare i bambini e insegnare loro ordine e disciplina. Nel frattempo, Milo, a cui non piace seguire le regole della casa e fare le faccende domestiche ed è stato mandato nella sua stanza per aver dato da mangiare i broccoli al suo gatto, Cujo, dice sarcasticamente a sua madre che la sua vita sarebbe migliore senza di lei, cosa che la ferisce profondamente.
Più tardi quella notte, Milo va a scusarsi, ma scopre che la mamma è stata portata via. Le corre dietro, ma finiscono in parti separate dell'astronave marziana. Su Marte, il protagonista viene portato in una cella sotterranea. Fugge e viene inseguito dagli scagnozzi della Super Capo ma segue una voce che gli dice di saltare giù da uno scivolo e atterra in un livello sotterraneo inferiore. Lì vede un paesaggio coperto di spazzatura abitato da creature pelose.
Esse portano via Milo per fargli incontrare Gribble, noto anche come George Ribble, l'umano adulto infantile che aveva detto al protagonista di saltare giù dallo scivolo. Egli gli spiega che i marziani intendono estrarre i ricordi della madre del protagonista all'alba, utilizzando un processo che la ucciderà. Gribble, che è solo e non vuole che Milo se ne vada, finge di aiutare quest'ultimo a trovare la sua mamma. Il suo piano va storto, portando Gribble a essere catturato e Milo inseguito dagli scagnozzi della Super Capo. Quest'ultimo viene salvato da Ki, uno dei supervisori che allevano bambini marziani. Milo le racconta della sua ricerca di sua madre e di com'è una relazione umana con una mamma, poiché Ki e i suoi parenti sono stati guidati solo da tate-robot e supervisori e non conoscono l'amore.
Il protagonista torna a casa di Gribble ma lo trova scomparso. Il ragno robotico di quest'ultimo, Tecnogatto, lo porta nel complesso marziano dove Gribble viene preparato per l'esecuzione. Milo viene poi catturato dai scagnozzi della Super Capo, ma Ki gli lancia una pistola laser, permettendogli di scappare. Il ragazzino e Gribble si ritirano a un livello disabitato ancora più basso, dove quest'ultimo descrive il rapimento e l'omicidio di sua madre da parte dei marziani 20 anni fa. Gribble si incolpa per averla fatta scegliere e si rammarica di non essere stato in grado di salvarla. Milo lo convince ad aiutarlo davvero proprio mentre Ki li trova. Scoprono un antico murale di una famiglia marziana e si rendono conto che i bambini non sono sempre stati cresciuti dalle macchine. Gribble spiega che le femmine marziane sono attualmente allevate da tate-robot nella società tecnologicamente avanzata, mentre i bambini maschi vengono mandati di sotto per essere cresciuti da marziani maschi adulti, i quali sono le creature pelose che ha incontrato in precedenza.
Milo, Gribble e Ki salvano la madre del protagonista poco prima dell'alba, facendo sì che l'energia del dispositivo di estrazione mandi in cortocircuito le serrature elettroniche della sala di controllo. Ciò consente ai maschi adulti e ai bambini di entrare, dove si scatenano, attaccando le guardie e i robot. Milo e sua madre rubano i caschi dell'ossigeno e cercano di scappare attraverso la superficie marziana, ma la Super Capo, mentre tenta di ucciderli, fa inciampare il protagonista e il suo casco si frantuma. Sua madre gli dà il suo, salvando il figlio ma facendosi soffocare nell'aria del pianeta. I marziani sono stupiti, poiché questa è la prima volta che vedono l'amore. Gribble trova l'elmo di sua madre e lo dà a quella di Milo, salvandola. Quest'ultimo si scusa con la mamma per le sue parole e i due si riconciliano. Ki porta una nave su cui possono scappare, ma la Super Capo interviene. L'aliena sostiene che i marziani dovrebbero essere allevati in famiglia, con amore, ma l'anziana insiste che la situazione attuale è migliore perché, per lei, è più efficiente. Gli scagnozzi si rendono conto della natura crudele della Super Capo e la arrestano, decidendo che ora preferiscono la visione amorevole della vita familiare, mentre gli altri marziani festeggiano.
Milo, sua madre, Gribble, Ki e Tecnogatto tornano sulla Terra. Gribble decide di non restare perché vuole intraprendere una relazione con Ki su Marte. Milo e sua madre tornano a casa poco prima dell'arrivo del padre del protagonista.

## Distribuzione
Il film è uscito nelle sale statunitensi l'11 marzo 2011. In Italia è invece stato distribuito nei cinema in un limitatissimo numero di sale a partire dal 1º giugno 2011.

## Accoglienza

### Incassi
Con un costo di produzione di 150 000 000 di dollari, il film ha incassato, negli Stati Uniti, nel primo weekend di programmazione 6914488 $, e in totale 21392758 $, e nel resto del mondo 17600000 $, per un totale di 38992758 $. L'insuccesso commerciale portò al fallimento per bancarotta la casa di produzione ImageMovers Digital (in rosso di 136 007 242 di dollari).

### Critica
La critica statunitense non ha apprezzato il film; su Rotten Tomatoes detiene un punteggio del 36% basato su 116 recensioni e con un voto del 5,02/10.